# Adam Katz Sinding
Adam Katz Sinding, conegut també com a Le 21ème, és un fotògraf de Copenhaguen nascut als Estats Units. Adam passa la majoria de l'any documentant el Zeitgeist de la indústria de la moda contemporània a nivell mundial. Quan no fotografia els esdeveniments de moda a tots els racons del món, complementa el seu temps rodant campanyes i editorials importants, donant conferències i embarcant-se en viatges ciclistes a través del país.
Adam va publicar el seu primer llibre al febrer del 2018. This is Not a F * cking Street Style Book és una col·lecció de la seva obra, on es mostren els principals esdeveniments de moda actuals, les millors marques i tastadors a través de la seva pròpia lent. El juny del 2019, Adam va publicar el seu segon llibre, de nou amb Mendo / TeNeues: Live From F * cking Everywhere narra els seus viatges, deixant de banda la moda i centrant-se en les meravelles que el nostre món ens ofereix.

## This is Not a F * cking Street Style Book
És la primera monografia del fotògraf i influenciador de culte, Adam Katz Sinding, un documental astut de grans esdeveniments de moda, grans marques, fabricants de sabors i dissenyadors de tendències des del 2003.

## Katz i les xarxes
Katz és un dels fotografs més famosos d'Instagram. S'ha convertit en un referent de la fotografia, sobretot pels seus viatges i els seus retrats, a través de les seves xarxes socials. Recorre el món realitzant fotografies sobretot en moda d'alta costura en Fashion weeks i passarel·les de tot el món.